# Меловое (Комаричский район)
Меловое — бывшее село в Комаричском районе Брянской области. Входило в состав Игрицкого сельского совета. Упразднено в 1981 г.

## География
Располагалось на правом берегу реки Усожа, в 3 км к юго-востоку от села Ольгино.

## История
Впервые упоминается в 1499 году. С 1503 года по 1570-е годы центр Пьяновской волости, позже часть Комарицкой волости, будучи дворцовым владением.
8 марта 1943 года в районе села Пьяново, на рубежах Орловско-Курской дуги, развернулось сражение за взятие высоты, имевщей важное стратегическое значение.  В ходе боев высота была занята бойцами 115-й отдельной стрелковой бригады Центрального фронта. Входе боев погибло порядка 500 солдат Красной Армии, которые похоронены в братской могиле на бывшем сельском кладбище.
В 1961 году указом Президиума Верховного Совета РСФСР село Пьяново переименовано в Меловое. 
Решением Брянского облисполкома от 14 апреля 1981 года село Меловое исключено из учётных данных.